# San Giuliano Milanese
San Giuliano Milanese település Olaszországban, Lombardia régióban, Milánó megyében. Lakosainak száma 39 444 fő (2023. január 1.). San Giuliano Milanese Carpiano, Colturano, Locate di Triulzi, Mediglia, Melegnano és San Donato Milanese községekkel határos.

## Népesség
A település lakossága az elmúlt években az alábbi módon változott:
| Lakosok száma | 37 707 | 38 318 | 38 314 | 39 444 |
|               | 2013   | 2017   | 2018   | 2023   |